# Мюльбек
Мюльбек (нем. Mühlbeck) — община в Германии, в земле Саксония-Анхальт. 
Входит в состав района Биттерфельд. Подчиняется управлению Биттерфельд.  Население составляет 950 человек (на 31 декабря 2006 года). Занимает площадь 4,80 км².